# Montertelot
Montertelot (bret. Mousterdelav) – miejscowość i gmina we Francji, w regionie Bretania, w departamencie Morbihan.
Według danych na rok 1990 gminę zamieszkiwało 279 osób, a gęstość zaludnienia wynosiła 106 osób/km² (wśród 1269 gmin Bretanii Montertelot plasuje się na 954. miejscu pod względem liczby ludności, natomiast pod względem powierzchni na miejscu 1080.).